# Franz Sagmeister
Franz Sagmeister (* 21. Oktober 1974 in Garmisch-Partenkirchen) ist ein ehemaliger deutscher Bobsportler. Für den Piloten René Spies und seltener für Matthias Höpfner und Christoph Langen war er für etwa ein halbes Jahrzehnt in der Weltklasse des Bobsport als Anschieber aktiv.
Franz Sagmeister arbeitet bei der Bundespolizei und war für den BSC Winterberg aktiv. Bei der Bob-Weltmeisterschaft 2001 in St. Moritz wurde er mit Pilot Spies im Zweierbob Sechster, bei den Europameisterschaften am Königssee gewannen sie hinter den Schlitten von Christoph Langen und Christian Reich die Bronzemedaille. Zum Karrierehöhepunkt wurden die Olympischen Winterspiele 2002 in Salt Lake City, bei denen Sagmeister mit Spies erneut Sechster wurde. In der Saison 2002/03 gewann das Duo den Saisonauftakt in Altenberg im Bob-Weltcup und wurde mit Spies, Kai Kaufmann und Jens Nohka zudem Zweiter hinter dem Bob von André Lange im Viererwettbewerb. In Cortina d’Ampezzo gewannen Spies/Sagmeister erneut im Zweier und wurden Dritte im Viererbob. In Calgary folgte noch ein dritter Rang, in der Gesamtwertung des Zweierbobs wurde Spies mit seinen Anschiebern hinter Pierre Lueders Zweiter, mit dem Großbob Sechster, in der Kombinationswertung hinter Lange Zweiter. Bei der Bob-Weltmeisterschaft 2003 in Lake Placid gewannen Spies/Sagmeister hinter den Bobs von Lange und Lueders die Bronzemedaille.
In der Saison 2003/04 erreichte das Doppel Spies/Sagmeister in Altenberg und Igls zweite Plätze. Beim Saisonhöhepunkt, den Weltmeisterschaften 2004 am Königssee verpassten sie als Fünftplatzierte eine Medaille um etwa eine Sekunde. 2004/05 gelangen Sagmeister mit Spies zwei Dritte Ränge im Zweier- und einen dritten Rang im Viererbob. In Calgary wurden sie bei der Bob- und Skeleton-Weltmeisterschaften 2005 erneut Fünfte im Zweierbob. Die Zweierwertung in Altenberg war gleichzeitig die Europameisterschaft, bei der Spies/Sagmeister hinter Lange die Silbermedaille gewannen. Für die Olympischen Winterspiele 2002 in Turin konnte er sich nicht an der Seite von Spies qualifizieren, das Karriereende hatte Sagmeister aus beruflichen Gründen  bei der Bundespolizei ohnehin für 2006 vorgesehen.
2001 und 2005 wurde Sagmeister an der Seite von Spies Deutscher Meister im Zweierbob, 2006 wurden sie Vizemeister.